# Billy Sherrill
Billy Norris Sherrill (* 5. November 1936 in Phil Campbell, Franklin County, Alabama; † 4. August 2015 in Nashville, Tennessee) war ein US-amerikanischer Musikproduzent und Songwriter. Er war in den 1960er und 1970er Jahren einer der einflussreichsten Produzenten der Country-Musik. Auch als Songwriter war er überaus erfolgreich. Neben zahlreichen Nummer-1-Hits war er als Co-Autor an den Welthits The Most Beautiful Girl und Stand by Your Man beteiligt.

## Anfänge
Der im ländlichen Alabama aufgewachsene Sohn eines Predigers fühlte sich zunächst zu Jazz und Blues hingezogen. Er erlernte mehrere Instrumente und schloss sich nach Ende der Schulzeit verschiedenen Bands an. Bei einem Independent-Label spielte er Ende der 1950er einige Singles ein, die aber weitestgehend unbeachtet blieben.
1962 zog er nach Nashville, wo er mit Freunden ein kleines Schallplattenstudio eröffnete. Schließlich wurde er von Sam Phillips als Aufnahmeleiter für sein Sun-Studio angeheuert. Sherrill wechselte danach als Produzent zur neu gegründeten Plattenfirma Epic Records.

## Karriere
Der erste Künstler, mit dem er zusammenarbeitete, war David Houston, der zwei Jahre zuvor mit Mountain of Love seinen ersten Hit gelandet hatte, seitdem aber erfolglos geblieben war. Bereits die erste gemeinsame Single, Livin’ in a House Full of Love konnte sich 1965 auf Platz drei der Country-Charts platzieren. Der nächste Song, Almost Persuaded, bei dem Sherrill Co-Autor war, erreichte Platz eins und behielt diese Position neun Wochen.
Ein Jahr später nahm er die zu diesem Zeitpunkt gänzlich unbekannte Tammy Wynette unter Vertrag, die zuvor von mehreren anderen Labels abgelehnt worden war. Sowohl Houston als auch Wynette konnten mehrere Top-Hits verbuchen, unter anderem das gemeinsame Duett von Houston und Sherrill 1967 My Elusive Dream. 1968 schrieb Sherrill zusammen mit Wynette deren größten Erfolg Stand by Your Man. Sherrills nächster Schützling war Charlie Rich, mit dem er bereits zuvor bei Sun-Records zusammengearbeitet hatte. Der größte gemeinsame Hit war The Most Beautiful Girl, das sich sowohl in den Country- als auch in den Pop-Charts auf Platz eins platzieren konnte und von zahlreichen Musikern gecovert wurde.
Billy Sherrill wurde zu einem wichtigen Protagonisten des Nashville Sounds. Ohne die klassischen Instrumente wie Fiddle und Steel Guitar ganz zu verdrängen, mischte er oft nachträglich Streichergruppen oder Hintergrundchöre zu und erzeugte so einen Sound, der auch außerhalb der Country-Szene Anklang fand. Ein Höhepunkt seiner Arbeit war die Serie von Duetts mit Ray Charles und den Superstars der Country-Szene wie Johnny Cash oder Willie Nelson. Die nächsten Interpreten, die er nach oben brachte, waren Barbara Mandrell und Tanya Tucker. 1971 wechselte George Jones zu Epic, mit dem er ebenfalls eine erfolgreiche Zusammenarbeit begann.
Sherrills Erfolgssträhne hielt bis Anfang der 1980er Jahre an. Von ihm produzierte oder komponierte Songs erreichten danach nur noch selten die Spitze der Charts. 1980 wurde er Vizepräsident der Nashviller Sektion von Columbia (CBS), der Muttergesellschaft des Epic-Labels. 1984 wurde er in die Nashville Songwriters Hall of Fame aufgenommen. Es war nur eine von vielen Auszeichnungen, die er im Laufe seiner Karriere erhalten hatte.